# Symphurus varius
Symphurus varius är en fiskart som beskrevs av Garman, 1899. Symphurus varius ingår i släktet Symphurus och familjen Cynoglossidae. IUCN kategoriserar arten globalt som livskraftig. Inga underarter finns listade i Catalogue of Life.